# Oladapo Olufemi
Oladapo Oluyi Olufemi (5 novembre 1988) è un ex calciatore nigeriano, di ruolo centrocampista.